# Red svetog Mihaela i svetog Jurja
Red svetog Mihaela i svetog Jurja (engleski: Most Distinguished Order of Saint Michael and Saint George) britansko je državno viteško odlikovanje koje je utemeljio britanski kralj Đuro IV. u vrijeme dok je još bio regent svoga oca Đure III. Nazvan je prema dvama svecima i britanskim zaštitnicima, svetom Jurju i arkanđelu Mihaelu. Prema uzoru na spomenute svece, odlikovanje se dodjeljuje diplomatima, časnicima, vojnim zapovjednicima, tajnim agentima, policajcima i političarima koji su doprinijeli jačanju bilateralnih odnosa, istaknuli se u diplomaciji, vanjskim poslovima ili na posebnim protuterorističkim zadatcima.

## Povijest
Izvorno, Đuro IV. odlikovanje je utemeljio u spomen na britanski protektorat na Jonskim otocima, koji su pod službenim britanskim pokroviteljstvom bili između 1814. i 1817., kada su proglašene Sjedinjene Države Jonskih Otoka. Ujedinjeno kraljevstvo zadržalo je protektorat do 1864., kada Sjedinjene Države postaju dio Kraljevine Grčke. Stoga se odlikovanje isprva dodjeljivalo časnicima i zapovjednicma koji su služli na Jonskim otocima ili u drugim britanskim pokroviteljstvima poput onih na Malti ili Gibraltaru. Kasnije je Đuro V. odlikovanje dodjeljivao i pomorcima koji su istaknuli u vojnoj službi na Sredozemlju.
Nakon gubitka protektorata, odlikovanje se nije dodjeljivalo naredne četiri godine. Obnovljeno je 1868. i dodjeljivalo se kolonijalnim guvernerima i časnicima koji su službovali diljem Britanskog kolonijalnog carstva i u državama članicama Britanske zajednice naroda (Commonwealth). Kasnije su odlikovanje primali i britanski diplomati koji su se istaknuli radom u nekom od Commonwealthovih ureda ili organizacija.
Od 1965. dodjeljuje se i ženama, a prva nositeljica reda bila je Evelyn Bark.